# 林岫
林岫（1945年—），字苹中、如意，斋名紫竹斋，女，浙江绍兴人，中国学者、书法家、文艺评论家，中国书法家协会原副主席，北京市文学艺术界联合会原副主席。

## 家庭
前夫范曾。